# Acalypha digynostachya
Acalypha digynostachya är en törelväxtart som beskrevs av Henri Ernest Baillon. Acalypha digynostachya ingår i släktet akalyfor, och familjen törelväxter. Inga underarter finns listade i Catalogue of Life.